# Mozaikszók listája: R
Ezen a lapon az R betűvel kezdődő mozaikszók ábécé rend szerinti listája található. A kis- és nagybetűk nem különböznek a besorolás szempontjából.

## Lista: R
- RAB – rendszerleíró/regisztrációs adatbázis
- radar – radio detection and ranging (rádiós kutatás és mérés)
- RAF – Royal Air Force (Brit Királyi Légierő)
- RAM – random access memory (véletlen hozzáférésű memória)
- RD-RAM
- REACH – Registration, Evaluation, Authorisation and Restrictions of Chemicals - (Az EU által bevezetett szabályozás a vegyi anyagok biztonsági szempontból való értékelésére, EU-n belüli engedélyezésére, illetve használatuk korlátozására, vagy tiltására)
- ReALIS – Reciprocal and Lifelong Interpretation System (Kölcsönös és Élethossziglani Interpretációs Rendszer)
- REBISZ – Rendőrségi Biztonsági Szolgálat
- REO – Ransom Eli Olds Motor Car Company
- RFID – Radio Frequency Identifier (Rádiófrekvenciás azonosító)
- RNS – ribonukleinsav
- RISC – Reduced Instruction Set Computer (Csökkentett utasításkészletű számítógép).
- RMDSZ – Romániai Magyarok Demokratikus Szövetsége
- RNA – ribonucleic acid (ribonukleinsav)
- Röltex – Rövidáru és Lakástextil Kiskereskedelmi Vállalat
- RoFL – Rolling on the Floor Laughing
- RotFL – Rolling on the Floor Laughing
- ROFLMAO – en: rolling on floor laughing my ass off: hu: fetrengek a földön és szétröhögöm a seggem
- ROM – Read Only Memory (csak olvasható tár)
- RSG – Rythmic Sport Gimnastics (Ritmikus Sportgimnasztika)
- RSS – Really Simple Syndication
- rt – részvénytársaság
- RTF – Rendőrtiszti Főiskola
- RTS – real time strategy (valós idejű stratégia)